# Atlas Arena
Atlas Arena  is een multifunctionele overdekte arena in Łódź, Polen, geopend op 26 juni 2009.  Het is een van de grootste Poolse arena's met 10.400 zitplaatsen, met een optionele extra 3.000, het heeft 1500 parkeerplaatsen en 11 VIP-lounges (elk met een terras). De arena organiseert conferenties, concerten en sportevenementen (bijv. volleybal, basketbal, atletiek en ijshockey). In augustus 2009 heeft Atlas Group de naamrechten op de arena gekocht voor een periode van 5 jaar. 

## Evenementen

### Sport evenementen
- CEV Champions League (PGE Skra Bełchatów als gastheer)
- CEV Champions League finale vier
- Eurobasket Dames 2011
- CEV Champions League finale vier 2012
- FIVB kwalificatie Wereldkampioenschap dames volleybal (CEV) 2014
- FIVB Wereldkampioenschap volleybal heren 2014

### Concerten
A-ha, Depeche Mode, Rammstein, Rihanna, Roger Waters, Thirty Seconds to Mars, Shakira
Elton John, Il Divo, Sting, André Rieu, Celine Dion, Nicki Minaj, Twenty One Pilots, The Cure, Rod Stewart, Imagine Dragons, Florence and the Machine, Lenny Kravitz, Kylie Minogue, Leonard Cohen, Aerosmith